# He-Man & She-Ra: A Christmas Special
He-Man & She-Ra: A Christmas Special är en TV-film baserad på TV-serierna He-Man and the Masters of the Universe och She-Ra: Princess of Power, som ursprungligen visades i december 1985. Fastän den endast sändes i TV denna dag (samt i repris i vissa kanaler de kommande åren), gavs den senare ut på VHS och senare släppte BCI Eclipse den på DVD den 6 december 2005. Classic Media köpte DVD-rättigheterna och återlanserade filmen den 12 oktober 2010.

## Handling
Då alla förbereder sig för Adams och Adoras födelsedag, hjälper Adam Man-At-Arms att bygga klart Sky Spy, en rymdskyttel som är tänkt att användas till att spionera på Skeletor. Vid återkomsten till palatset tar sig Orko in i rymdfarkosten och ställer till det med kontrollerna, och farkosten far upp i skyn, med Orko inuti. Skeletor får syn på farkosten och tar upp jakten, men stoppas av He-Man och She-Ra.
Orko misslyckas med att försöka landa, och farkosten försvinner bort ur Eternias atmosfär, och kraschar i stället på Jorden. Han stöter där på två barn, Miguel och Alisha, som är ute och letar julgran till sin familj. Orko övertalar dem att följa med honom, och de förklarar för honom vad julen handlar om.
På Eternia upptäcker man att Orko saknas, och Man-at-Arms tar reda på koordinaterna, vilka Drottning Marlena känner igen som Jordens. För att kunna stråla tillbaka Orko behöver Man-at-Arms en kristall. Adora menar att en sådan finns på Etheria, och förvandlar sig till She-Ra, och ger sig iväg tillsammans med Swift Wind.
På Etheria får She-Ra hjälp av Mermista att hämta kristallen, vilken vaktas av ett monster. Strax före tillbakaresan tillfångatas de av en grupp androider ("monstroider"), vilka She-Ra hört talas om genom manchinerna. Då monstroiderna ger sig av mot sitt högkvarter, kan She-Ra och Swift Wind fly.
Då Adora återvänder med kristallen, fungerar Man-at-Arms stråle, och då Sky Spy återvänder finns inte längre bara Orko inuti, utan även Miguel, Alisha samt deras julgran. Barnen får höra att det kan ta några dagar att på nytt ladda kristallen, så att de kan återvända till Jorden, vilket kan leda till att de missar julhelgen. Drottning Marlena känner sympati för barnen, och beslutar sig för att kombinera Adams och Adoras födelsedagar med en julfest. Samtidigt förklarar Horde Prime för Skeletor och Hordak att julstämningen är på väg till Eternia, vilket hotar dem. Han utfärdar belöning till den som kan fånga de två barnen.
Snart, då Bow skrivit färdigt en julsång, dyker Hordak upp och använder en traktorstråle för att fånga Miguel, Alisha samt Orko. Deras farkost stoppas dock av monstroiderna, som själva tar barnen till fånga, och tvingar Hordak till reträtt. Manchinerna dyker då upp och räddar Orko och barnen. Monstroiderna försöker stoppa dem från att fly, men He-Man och She-Ra, som fått veta var barnen befinner sig genom Peekablue, dyker då upp och räddar dem. Just då kommer Skeletor och tillfångatar Miguel och Alisha, samt Relay.
Hordak dyker upp och skjuter ner Skeletors luftscooter, som kraschar i några snötäckta berg, varvid Skeletor fortsätter till fots tillsammans med sina fångar, på vägen till Horde Prime. Han drabbas då av en vänlighet, och ger barnen vinterjackor som skydd mot kylan, hjälper Relay, och skyddar även barnen från ett snömonster. Han frågar också barnen om julen, och försöker lugna ner dem, och samtidigt övertygar han sig själv att han är en skurk. Precis då Horde Prime anländer hinner He-Man och She-Ra i kapp, men även Hordak dyker upp; knockar Skeletor och distraherar He-Man och She-Ra genom att skicka iväg hordsoldater. Då slickar Relay Skeletor i ansiktet; han vaknar upp och räddar fångarna genom att skjuta ner Horde Primes farkost. Horde Prime blir arg på Skeletor och angriper honom, men He-Man och She-Ra lyfter tillsammans upp farkosten och slänger iväg den ut i rymden. Barnen tackar Skeletor för att ha räddat dem, och även He-Man tvingas erkänna detta, medan Skeletor inser att han en gång om året kommer att övertas av julstämningen.
I palatset firas en julfest där Adam, utklädd till Jultomten, ger barnen flygbälten. Man-at-Arms använder sedan sin transportör för att skicka tillbaka Miguel och Alisha hem till Jorden, där de välkomnas av sina föräldrar.
I slutet av filmen förklarar prins Adam och Orko sin julmoral. Adam förklarar att "Då man firar och får presenter, handlar julen om att ta hand om varandra, dela och välgörenhet, och att stämningen finns inom alla". Och Orko förklarar att det som gör honom glad är...presenter.

## Rollista

### Engelskspråkiga röster
- John Erwin som prins Adam/He-Man och Cutter
- Melendy Britt som Adora/She-Ra, Mermista och Catra
- Lou Scheimer som Orko, Swift Wind, Multi-Bot, Rattlor, Two-Bad, Spikor, kung Randor, Horde Prime och barnens far
- Linda Gary som Teela, drottning Marlena och Glimmer
- Alan Oppenheimer som Man-At-Arms, Skeletor och Zipper
- George DiCenzo som Bow och Hordak
- Erika Scheimer som Peekablue, Flutterina, Perfuma och barnens mor
- R.D. Robb som Miguel
- Lana Beeson som Alicia

### Svenskspråkiga röster
- Staffan Hallerstam som prins Adam/He-Man, Miguel, Bow och Spikor
- Irene Lindh som Adora/She-Ra, drottning Marlena och Teela
- Peter Harryson som Man-at-Arms, kung Randor och Skeletor
- Gunnar Ernblad som Orko, Swift Wind, Hordak, Hord Prime, Two-Bad och Rattlor
- Beatrice Järås som Alisha, Mermista och Catra

## Hemvideoutgåvor
Den 6 december 2005, släppte BCI Eclipse LLC He-Man & She-Ra: A Christmas Special på DVD i region 1 och Classic Media den 12 oktober 2010. Den släpptes också i Region 2 (Universal Pictures UK) & Region 4 (Madman Entertainment).
| DVD Name                             | Region 1                                               | Region 2         | Region 4        | Ytterligare information |
| ------------------------------------ | ------------------------------------------------------ | ---------------- | --------------- | --- |
| He-Man & She-Ra: A Christmas Special | 6 december 2005 (BCI)/ 12 oktober 2010 (Classic Media) | 28 november 2005 | 9 december 2005 | - The Holidays and Morals of He-Man and the Masters of the Universe - The Heroes and Villains of He-Man and the Maters of the Universe - Kort - I Have the Power, musikvideo - A Montage of Morals - Karaktärsprofiler - Kuriosa och fakta - Manukriptet i PDF-format |

I Sverige släpptes den på VHS av Hem Films 1988 som "He-man, She-Ra : de oslagbara" och återutgavs under samma titel av Egmont 1990.

### Fotnoter
1. ↑  ”He-Man & She-Ra: A Christmas Special”. IGN. http://uk.dvd.ign.com/articles/677/677749p1.html. Läst 16 oktober 2009.
2. ↑  ”He-Man & She-Ra: A Christmas Special”. DVD Talk. http://www.dvdtalk.com/reviews/19080/he-man-she-ra-a-christmas-special/. Läst 4 april 2010.
3. 1 2  ”Date for He-Man/She-Ra Christmas; Box Change for Complete Series and S1V1”. TVShowsOnDVD.com. Arkiverad från originalet den 19 juli 2010. https://web.archive.org/web/20100719101954/http://www.tvshowsondvd.com/news/She-Ra-Princess-Power-HeMan-SheRa-Christmas-Special/14091. Läst 15 juli 2010.
4. ↑  ”He-Man & She-Ra: A Christmas Special” (på engelska). Svensk mediedatabas. 11 mars 1988. http://smdb.kb.se/catalog/id/001382183. Läst 6 juni 2016.
5. ↑  ”He-Man & She-Ra: A Christmas Special” (på engelska). Svensk mediedatabas. 11 mars 1990. http://smdb.kb.se/catalog/id/001385150. Läst 6 juni 2016.